# Mongoliet i olympiska sommarspelen 1972
Mongoliet deltog i de olympiska sommarspelen 1972 med en trupp bestående av 39 deltagare, 37 män och två kvinnor, vilka deltog i 39 tävlingar i sju sporter. Chorloogijn Bajanmönch tog en silvermedalj i brottning, vilket var landets enda medalj.